# Templeton (Oregon)
Templeton az Amerikai Egyesült Államok északnyugati részén, Oregon állam Coos megyéjében elhelyezkedő{ önkormányzat nélküli település.
A posta 1898 és 1917 között működött.